# Arbeitsmarktpolitik
Arbeitsmarktpolitik ist ein Teilbereich der Arbeitspolitik und umfasst alle Maßnahmen der öffentlichen Hand, die eine regulierende Funktion auf das Zusammenspiel von Arbeitsangebot und Arbeitsnachfrage in einer Volkswirtschaft haben. Der Einsatz von arbeitsmarktpolitischen Instrumenten im Arbeitsförderungsrecht resultiert aus der politischen Auffassung, dass ein freier bzw. unregulierter Arbeitsmarkt Phänomene zeitigt, die gesellschaftlich nicht wünschenswert sind. Arbeitsmarktpolitik kann insofern sowohl explizit Gegenstand einer politischen Programmatik, wie etwa in einer sozialen Marktwirtschaft sein oder auch implizit aus pragmatischem Handeln in liberalen Wirtschaftssystemen resultieren.

## Formen der Arbeitsmarktpolitik
Grundsätzlich lässt sich Arbeitsmarktpolitik in „passive“ und „aktive“ Arbeitsmarktpolitik unterteilen. Während passive Arbeitsmarktpolitik primär darauf ausgerichtet ist, die materiellen Schäden bei den von Arbeitslosigkeit betroffenen Personen und ihren Angehörigen für eine gewisse Zeitdauer abzumildern, zielt die aktive Arbeitsmarktpolitik darauf ab, arbeitslosen Personen insbesondere nicht-materielle Unterstützung zur (Wieder-)Eingliederung in den Arbeitsmarkt zu geben. Darüber hinaus wird von „proaktiver“ Arbeitsmarktpolitik gesprochen, wenn von Arbeitslosigkeit bedrohte Arbeitnehmerinnen bzw. Arbeitnehmer bereits im Vorfeld von Arbeitslosigkeit Unterstützungsleistungen zur Abwendung von Arbeitslosigkeit erhalten.

### Aktive Arbeitsmarktpolitik
Unter aktiver Arbeitsmarktpolitik versteht man alle sozialpolitischen Maßnahmen, die das Ziel haben, die Funktionsweise des Arbeitsmarktes zu verbessern und die reguläre Beschäftigung zu steigern.
Prinzipiell kann aktive Arbeitsmarktpolitik drei Ziele verfolgen:
1. Prophylaktische Maßnahmen zur Verhinderung von Arbeitslosigkeit
2. Reduzierung der Arbeitslosigkeit
3. Sozialer Ausgleich

Während bei 1. Maßnahmen gegen drohende Entlassungen (z. B. in Form von Kurzarbeit) und bei 2. die Schaffung zusätzlicher Arbeitsplätze im Vordergrund steht, ist es bei 3. die Reintegration von „Problemgruppen“ wie Langzeitarbeitslosen und jungen bzw. alten Arbeitsuchenden. Die Ziele können, müssen aber nicht zusammenfallen. So kann eine Maßnahme auch dann einen sozialen Ausgleich erreichen, wenn Arbeitslosigkeit lediglich anders verteilt wird, Verdrängungseffekte also in Kauf genommen werden.
Teilhabe am gesellschaftlichen Arbeitsprozess ist Teil der grundgesetzlichen Menschenwürde. Insoweit kann das Problem Arbeitslosigkeit nicht allein dem Markt überlassen werden, noch ist es als unveränderliches Schicksal hinzunehmen.

#### Instrumente der aktiven Arbeitsmarktpolitik
Zur (Wieder-)Eingliederung von Arbeitslosen in den Arbeitsprozess (insb. Eingliederung von Problemgruppen) gibt es folgende Instrumente:
- Beratung und Vermittlung
- Aktivierung und berufliche Eingliederung
- Unterstützung bei Berufswahl und Berufsausbildung
- Berufliche Weiterbildung
- Förderung der Aufnahme einer Erwerbstätigkeit
- Leistungen zum Verbleib in Beschäftigung
- Förderung der Teilhabe behinderter Menschen am Arbeitsleben

#### Geschichte der aktiven Arbeitsmarktpolitik
Der Einsatz von Arbeitskräften durch den Staat zur Abwendung sozialer Unruhen ist ähnlich alt wie das Problem der Arbeitslosigkeit selbst. Im großen Stil wurde Aktive Arbeitsmarktpolitik im 20. Jahrhundert eingesetzt. Insbesondere nach der großen Weltwirtschaftskrise in den 1920er Jahren wurde versucht, der Arbeitslosigkeit durch großangelegte ABM-Projekte entgegenzusteuern. So wurden im Rahmen des New Deal in den USA zahlreiche Staudämme und Straßen errichtet.
Auch in Deutschland und Österreich startete die Regierung mehrere ABM. Nach der Machtergreifung durch die Nationalsozialisten im Jahr 1933 wurden in Deutschland nahezu flächendeckend große Projekte zur Arbeitsbeschaffung gestartet, beispielsweise der ersten (ebenfalls bereits während der Weimarer Republik geplanten) Autobahnen. Dabei war der Einsatz von Maschinen anfangs verboten, um möglichst viel Personal beschäftigen zu können. Viele Betroffene beschreiben die Situation auf den Baustellen aber als schlecht mit langen Arbeitszeiten und einem Lohn auf Sozialhilfe-Niveau.

##### Aktive Arbeitsmarktpolitik seit den 1960er Jahren
In dem Maße, wie sich die Arbeitslosigkeit in der zweiten Hälfte des 20. Jahrhunderts zunehmend verfestigte, versuchten insbesondere die europäischen Regierungen, Arbeitslose in staatlich subventionierten Beschäftigungsprogrammen (sog. Zweiter Arbeitsmarkt) unterzubringen; in Deutschland vor allem in Arbeitsbeschaffungsmaßnahmen. Ziel dieser Programme war es in erster Linie, insbesondere Langzeitarbeitslose wieder ins Erwerbsleben zurückzuführen (z. B. an einen Achtstundentag zu gewöhnen), ihnen zu vermitteln, dass sie eine sinnvolle Arbeit ausführen und ihnen auch Qualifikationen zu vermitteln.
Letzteres haben auch Qualifizierungsmaßnahmen zum Ziel. Allerdings wurden diese Maßnahmen, vor allem in den neuen Bundesländern, häufig zu einer reinen Beschäftigungstherapie, während die Chancen der Arbeitslosen kaum verbessert wurden.

##### Strategiewechsel im Bereich der aktiven Arbeitsmarktpolitik
Aufgrund dieser Erfahrungen versucht die Politik heute, Arbeitslosigkeit dadurch zu bekämpfen, dass sie zum einen Rigiditäten auf dem Arbeitsmarkt abbaut, zum anderen durch eine Wachstumspolitik das Entstehen neuer Arbeitsplätze fördert, und drittens Arbeitslose stärker in die Pflicht nimmt, sich um Arbeit zu bemühen (Arbeitsgelegenheiten mit Mehraufwandsentschädigung). Die aktive Arbeitsmarktpolitik kann stärker dezentral durch die Arbeitsagenturen durchgeführt werden, die dafür über Eingliederungstitel finanzielle Mittel zugewiesen bekommen, über die sie eigenverantwortlich verfügen können.
Aktive Arbeitsmarktpolitik gilt daher heute in erster Linie nur noch für die Integration besonderer Personenkreise als wichtig. Beispielsweise bei der Weiterbildung von Arbeitslosen ohne oder mit wenig gefragter Qualifikation oder bei Langzeitarbeitslosen und Älteren. Dort sollen vor allem Lohnkostenzuschüsse eine Integration möglich machen. Ein bekanntes Beispiel ist das Hamburger Modell zu Integration von Langzeitarbeitslosen.
Ältere Arbeitslose, die es auf dem Arbeitsmarkt besonders schwer haben, werden je nach Alter unterschiedlich behandelt. Wenn sie ein Alter von 60 Jahren erreicht haben und noch Arbeitslosengeld 2 empfangen, müssen sie zukünftig in Rente gehen, da die Rente als Einkommen zählt und Vorrang hat. Sie erhalten dann weder Qualifizierungsmaßnahmen noch Unterstützung bei der Arbeitssuche. Für Empfänger von Arbeitslosengeld 1 werden zurzeit Veränderungen geplant, die im Notfall einen längeren Bezug von Arbeitslosengeld 1 und zugleich eine längere Möglichkeit zur Arbeitsaufnahme schaffen sollen und damit die soziale Sicherheit erhöht. CDU und SPD haben dafür leicht unterschiedliche Modelle.
Nachdem am 1. Januar 2004 in § 1 Abs. 3 SGB III die Möglichkeit geschaffen wurde, dass Bundesregierung und Bundesagentur für Arbeit nunmehr beschäftigungspolitische Zielvereinbarungen treffen können, führte dies zu einer Reduzierung des an eine staatliche Arbeitsmarktpolitik zu richtenden Anspruchs. So wurden Ansprüche im Bereich der aktiven Arbeitsförderung in Ermessensleistungen umgewandelt, der Anspruch auf Arbeitslosenhilfe wurde zum 31. Dezember 2004 gestrichen.

### Passive Arbeitsmarktpolitik
Die „passive“ Arbeitsmarktpolitik regelt die kompensatorischen Leistungen für Einkommensausfälle infolge von Arbeitslosigkeit. Die „aktive“ Arbeitsmarktpolitik – die nach sozialen Gruppen, Regionen, Betrieben oder Industrien differenziert – beinhaltet Maßnahmen zur Beeinflussung der Beziehungen zwischen dem Angebot und der Nachfrage auf und zwischen über- und innerbetrieblichen Arbeitsmärkten.
Arbeitsmarktpolitik im weiteren Sinn ist darauf ausgerichtet, das Arbeitskräfteangebot und die Arbeitskraftnachfrage sowie die Beziehungen zwischen beiden Größen gesamtwirtschaftlich zu steuern, also ohne gezielte Differenzierung z. B. nach Betrieb, Industriezweig oder Region.

#### Instrumente der passiven Arbeitsmarktpolitik
- Lohnersatzleistungen bei kurz- und mittelfristiger Arbeitslosigkeit (in Deutschland Arbeitslosengeld)
- Hilfe zum Lebensunterhalt bei Langzeitarbeitslosigkeit oder fehlendem Anspruch auf Lohnersatzleistungen (in Deutschland Arbeitslosengeld II)
- Insolvenzgeld als Lohnersatzleistung bei Entgeltausfall durch Insolvenz des Arbeitgebers
- Zahlung von Kurzarbeitergeld als Lohnersatzleistung für den Einkommensausfall bei vom Arbeitgeber angeordneter, vorübergehender Verringerung der Arbeitszeit (z. B. bei schlechter Auftragslage)

## Internationaler Vergleich

### Deutschland: Rechtliche Grundlagen, Institutionen und Akteure
Für Deutschland definiert § 3 Abs. 3 SGB III die aktive Arbeitsförderung als alle Leistungen der Arbeitsförderung mit Ausnahme von Arbeitslosengeld und Arbeitslosengeld II bei Arbeitslosigkeit, Teilarbeitslosengeld und Insolvenzgeld. Dazu gehören alle Maßnahmen, die die Bundesagentur für Arbeit oder Gemeinden unternehmen, um Menschen wieder in Arbeit zu bringen wie z. B. Beratung und Vermittlung, Aktivierung und berufliche Eingliederung, Weiterbildungsmaßnahmen (FbW) etc.

### Schweiz: mäßige Regulierung
Neben einigen sozialpolitisch motivierten Maßnahmen wird in der Schweizer Arbeitsmarktpolitik traditionell ebenso viel Wert auf flexible Regelungen gelegt. Beispielsweise bestehen vergleichsweise zu Deutschland geringe Kündigungsschutz-Schranken. Zwischen vielen Arbeitgeber- und Arbeitnehmerverbänden existieren jedoch Gesamtarbeitsverträge, die durch einen Beschluss des Bundesrates für die gesamte jeweilige Branche für verbindlich erklärt werden können. Ein gesetzlich vorgeschriebener Mindestlohn existiert jedoch nur im Kanton Neuenburg.